# Carlos Eduardo
Carlos Eduardo Marques (* 18. Juli 1987 in Ajuricaba) ist ein brasilianischer Fußballspieler.

## Karriere

### Verein
Carlos Eduardo begann seine Karriere in seinem Geburtsort Ajuricaba bei der dortigen Fußballschule Uefa Ajuricaba. Ab 2003 spielte er in Jugendmannschaften von Grêmio Porto Alegre und gewann 2006 die brasilianische U-20-Meisterschaft. 2007 debütierte er in Grêmios Profimannschaft und gewann in seinem ersten Jahr als Profi die Campeonato Gaúcho.
Im August 2007 wechselte er für eine Ablösesumme von rund acht Millionen Euro in die 2. Bundesliga zur TSG 1899 Hoffenheim, bei der er einen Vertrag bis Juni 2012 unterschrieb. Damit war er zu der Zeit der teuerste Spieler der deutschen Zweitligageschichte. Sein Debüt gab Carlos Eduardo am 3. September 2007 auswärts bei der 3:2-Niederlage beim SC Freiburg. In den folgenden Spielen entwickelte er sich zu einem Stammspieler. Von Beginn der Saison 2008/09 bis Ende der Saison 2009/10 spielte er mit Hoffenheim in der Fußball-Bundesliga.
Im Sommer 2010 wechselte Eduardo für 20 Millionen Euro zum russischen Meister Rubin Kasan. Bis zum Ende der Saison 2010 kam er zu sechs Ligaeinsätzen, in denen er zwei Tore erzielte. In der Saison 2011/12 kam Eduardo verletzungsbedingt zu keinem Einsatz. Erst im September 2012 kam er in der Saison 2012/13 wieder zu zwei Einsätzen.
Im Januar 2013 wurde Eduardo bis zum 30. Juni 2014 in seine Heimat an Flamengo Rio de Janeiro ausgeliehen. Sein erstes Spiel absolvierte er am 26. Mai 2013 gegen den FC Santos.
Zur Saison 2014/15 kehrte Eduardo nach Kasan zurück. Er bestritt in der Hinrunde elf Spiele und erzielte drei Treffer. Ein in der Winterpause angestrebter Transfer zurück in die Bundesliga zum 1. FC Köln scheiterte.

### Nationalmannschaft
Carlos Eduardo nahm mit der brasilianischen U-20-Nationalmannschaft an der U-20-Weltmeisterschaft 2007 teil. Sein Debüt in der Seleção gab er am 14. November 2009 beim 1:0-Sieg gegen England, als er für Nilmar eingewechselt wurde.

## Erfolge
- Brasilianischer Pokalsieger: 2013